# Caspian (Michigan)
Caspian est une ville du comté d'Iron, dans l'État du Michigan, aux États-Unis. En 2020, sa population était de 805 habitants.